# Bolboneura sylphis lacandona
La mariposa pequeña epifanía (Bolboneura sylphis subsp. lacandona) es una subespecie de Bolboneura sylphis de la familia Nymphalidae, subfamilia Biblidinae. Es endémica de México. El holotipo macho proviene de Rancho Viejo, Morelos. En la etimología, hacen referencia al lugar donde se descubrieron los ejemplares para su descripción.

## Descripción
En las alas anteriores el margen costal es convexo, ápice, ligeramente redondo, margen externo es convexo, con ligera ondulación, torno redondo y margen anal o interno casi recto. El color de base es negro cerca del margen costal y hacia el torno desvanecido a café oscuro. Presenta una banda anaranjada delgada en el centro del ala de margen costal hacía el torno, sin llegar a este (similar a la subespecie B. sylphis veracruzana), presenta otra banda anaranjada (similar como en B. sylphis beatrix) más delgada que la anterior en el área subapical. Área basal y área media o discal de color púrpura (en las otras dos subespecies es azul, carácter para diferenciarlas). El ala posterior con margen externo ondulado y convexo, margen costal y anal casi rectos, torno y ápice redondos. Área discal sin tocar celda costa y anal de color azul. Presenta una línea azul, submarginal.
Cabeza, tórax y abdomen de color café en su vista dorsal. Ventralmente las alas anteriores presentan base de color amarillo, con dos bandas diagonales de color negro, una en el centro del margen costal a anal hacia el torno. La segunda cerca de la región subapical desde margen costal curvándose hacia área submarginal. Ambas líneas negras presentan por encima una segunda línea muy delgada con escamas azules (en B. sylphis veracruzana es más ancha).  Presenta una línea similar como en B. sylphis veracruzana, de color azul submarginal. En el área apical presentan un punto negro y un punto blanco el doble de tamaño. Margen externo es anaranjado. Alas posteriores con color de base amarillo, área basal y discal con escamas blancas en menor cantidad, que la subespecie de Veracruz. Presenta una línea postdiscal amarilla, y una línea azul claro iridiscente; cuatro puntos postdiscales  negros con escamas azules iridiscentes. Una línea azul iridiscente y una línea anaranjada submarginales.
Las antenas son cafés con el ápice amarillo opaco, y divisiones blancas o de color blanco con el ápice negro y anaranjado. Palpos labiales, tórax y abdomen de color blanco.

## Distribución
Se distribuye en el este de Chiapas.

## Hábitat
Bosque tropical perennifolio, con palmares a lo largo del Río Lacantu. Chajul, Boca de Chajul, Ocosingo; selva Lacandona, Chiapas.

## Estado de conservación
No se encuentra enlistada en la NOM-059. Sin embargo, los autores de la subespecie mencionan que este taxón está en vías de extinción por procesos naturales. Se conocen pocos ejemplares en colecciones nacionales.